# Vârful Curcubăta Mare, Munții Bihorului

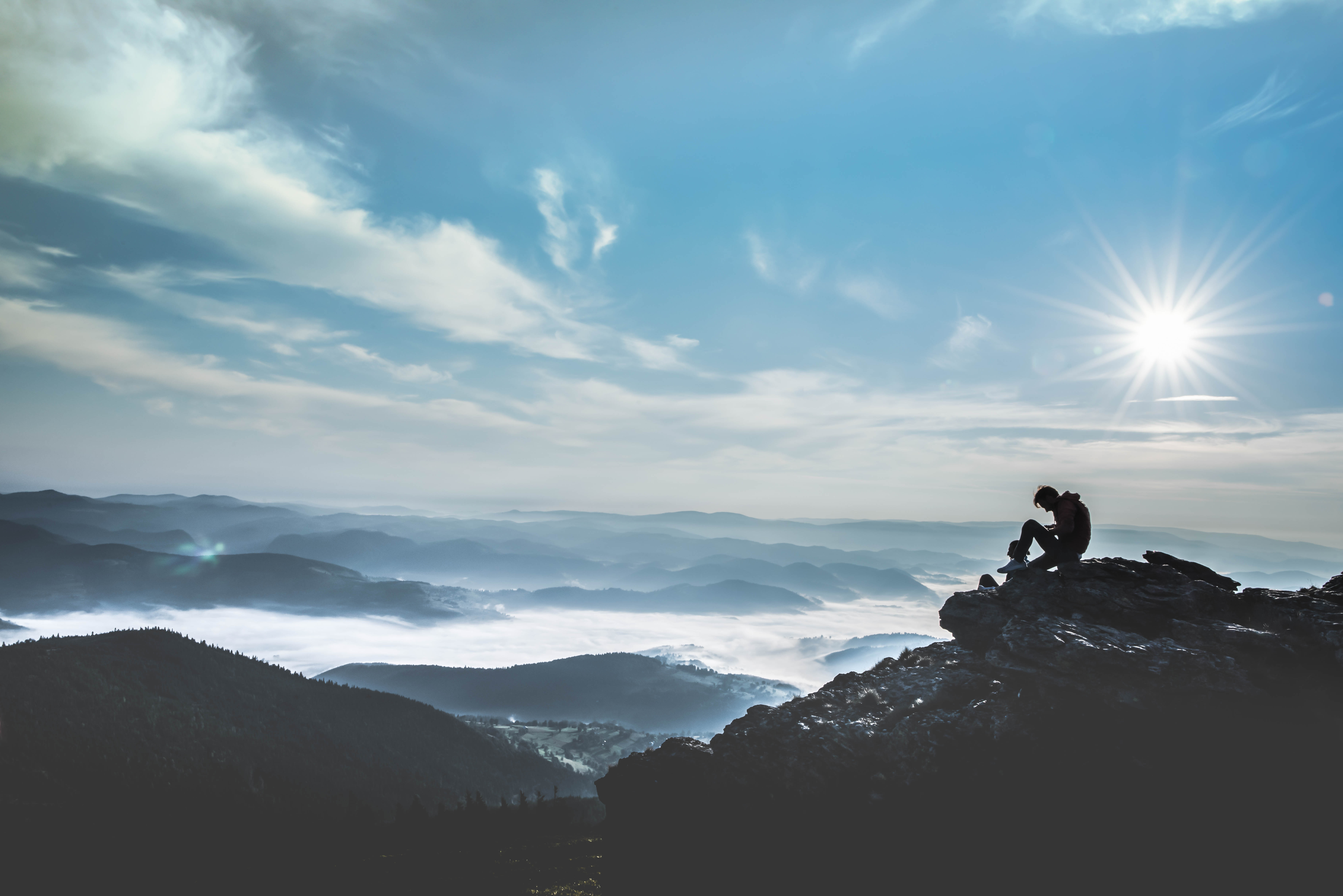
Vârful Bihor, 1849 m.

Vârful Curcubăta Mare, sau Vârful Bihor (amintit și ca Curcubăta Mare), este cel mai înalt vârf muntos din Carpații Occidentali, situat în Masivul Bihor, județul Bihor. Altitudinea sa este 1849 metri.